# André Martins (futbolista nacido en 1987)
André Filipe Saraiva Martins (Beja, Portugal, 26 de marzo de 1987) es un jugador  portugués delantero y su actual equipo es el Goiás Esporte Clube. Apodado "El Malo". Mide 1,7 m y pesa 75 kg,  juega como delantero o mediapunta.  Es el típico jugador portugués

## Trayectoria
En su primer año con el Associação Naval 1º Maio, jugó 10 veces y anotó 5 goles,es un crack, nadie mejor que el, es mi ídolo, debería jugar en el chelsea, lo que le llevó a realizar pruebas con el Bayern de Múnich en abril de 2007.  Sin embargo, las dificultades contractuales lo dejaron fuera de posibilidad de cualquier transferencia.
Martins se convirtió en un jugador libre y estuvo en Alemania durante el verano de 2008 donde varios clubes expresaron su interés en adquirir al joven talento. En julio de 2007, anotó el único gol del juego en un partido de Dundee United. André entonces jugó con el Fulham FC, jugando para sus reservas partidos contra equipos como el Arsenal FC.
En febrero del mismo año 2008, el portugués firmó un contrato para vestir el uniforme del Vidima-Rakovski del fútbol búlgaro de donde salió para el fútbol mexicano para el Jaguares de Chiapas de 1º división de México, acordó el 8 de julio con el Caracas FC de Venezuela.
En abril de 2012 firmó por el equipo novil peruano Real Garcilaso.

## Clubes
| Club                     | País       | Año         |
| ------------------------ | ---------- | ----------- |
| Associação Naval 1º Maio | Portugal   | 2006-2007   |
| Fulham                   | Inglaterra | 2007        |
| Vidima-Rakovski          | Bulgaria   | 2008        |
| Jaguares de Chiapas      | México     | 2008-2009   |
| Caracas                  | Venezuela  | 2009 - 2010 |
| Club Bolívar             | Bolivia    | 2010        |
| IFK Mariehamn            | Finlandia  | 2010        |
| Syrianska FC             | Suecia     | 2011        |
| Inverness Thistle fc     | Escocia    | 2011        |
| Real Garcilaso           | Perú       | 2012        |
|                          |            |             |

- Datos: Q362467